# Andrzej Pankowicz
Andrzej Kazimierz Pankowicz (ur. 13 kwietnia 1950 w Krakowie, zm. 1 lutego 2011 tamże) – polski duchowny, historyk i kulturoznawca, działacz harcerski, wykładowca akademicki, profesor nauk humanistycznych.

## Życiorys

### Praca naukowa
Absolwent II Liceum Ogólnokształcącego im. Jana III Sobieskiego w Krakowie. W 1973 r. ukończył studia historyczne na Wydziale Filozoficzno–Historycznym Uniwersytetu Jagiellońskiego w Krakowie. Po otrzymaniu magisterium został pracownikiem naukowym macierzystej uczelni. Specjalizował się w: historii najnowszej, historii administracji publicznej, historii Kościoła i w dziejach samorządności społecznej. Był autorem podręczników szkolnych i opracowań haseł do encyklopedii popularnonaukowych. W 1980 r. obronił doktorat, w 1986 r. otrzymał habilitację, w 1987 r. otrzymał stanowisko docenta, w 1997 r. przyznano mu tytuł profesora nadzwyczajnego, a w 2009 r. tytuł profesora zwyczajnego.
Był organizatorem i kierownikiem Studium Samorządności Społecznej na Uniwersytecie Jagiellońskim, a także kierownikiem Katedry Teorii i Historii Badań Kulturoznawczych w Instytucie Studiów Regionalnych Uniwersytetu Jagiellońskiego oraz kierownikiem Wydziałowych Interdyscyplinarnych Studiów Doktoranckich na Wydziale Studiów Międzynarodowych i Politycznych Uniwersytetu Jagiellońskiego.
Od 1993 r. poza pracą naukową na Uniwersytecie Jagiellońskim był związany z kilkoma innymi szkołami wyższymi w Polsce. Pracował jako wykładowca w: Papieskiej Akademii Teologicznej w Krakowie (1999-2003), Wyższej Szkole Biznesu – National Louis University w Nowym Sączu (1993–1999) i w Wyższej Szkole Turystyki i Ekologii w Suchej Beskidzkiej (2003–2011). W latach 1994–1999 pełnił funkcję dziekana Wydziału Administracji i Prawa Gospodarczego Wyższej Szkoły Biznesu – National-Louis University w Nowym Sączu, a w latach 1999–2003 funkcję kierownika Katedry Historii Kościoła XIX wieku na Wydziale Historii Kościoła Papieskiej Akademii Teologicznej w Krakowie.
Został pochowany na cmentarzu Rakowickim w Krakowie.

### Działalność społeczna
W latach 1964–1971 i 1992–2011 działacz harcerski. Był podharcmistrzem Związku Harcerstwa Polskiego, wieloletnim instruktorem harcerskim Hufca Kraków Kleparz-Łobzów. Od 1992 r. członek Rady Muzeum Harcerstwa w Warszawie, Rady Redakcyjnej Harcerskiego Słownika Biograficznego i uczestnik prac Komisji Historycznej Krakowskiej Chorągwi Związku Harcerstwa Polskiego. Działał w Polskim Czerwonym Krzyżu. Był przewodniczącym Zespołu do spraw Międzynarodowego Prawa Humanitarnego przy Małopolskim Zarządzie Okręgowym Polskiego Czerwonego Krzyża.
Był członkiem Polskiej Akademii Nauk, Polskiej Akademii Umiejętności, Polskiego Towarzystwa Historycznego. Należał do Komisji Badania Zbrodni Hitlerowskich, Rady Naukowej Związku Podhalan, Towarzystwa Miłośników Historii i Zabytków Krakowa oraz Rady Zarządzającej Małopolskiego Instytutu Samorządu Terytorialnego i Administracji w Krakowie.

### Działalność polityczna
W latach 1973–1989 należał do Stronnictwa Demokratycznego. W latach 1974–1975 był wiceprzewodniczącym Komisji Historycznej WK SD w Krakowie; w latach 1976-1977 przewodniczącym Komisji Usług Ogólnospołecznych Krakowskiego Komitetu SD; od lutego 1976 członkiem Centralnego Zespołu Prelegentów CK SD oraz członkiem Zespołu Doradczego ds. Życia Wewnątrzpartyjnego CK SDZ.
Na Uniwersytecie Jagiellońskim pełnił funkcję przewodniczącego Komitetu Uczelnianego Stronnictwa Demokratycznego. Z ramienia tej partii w latach 1984–1989 zasiadał w senacie uczelni.
W latach 80. XX wieku był ponadto działaczem Niezależnego Samorządnego Związku Zawodowego Solidarność.

### Duchowny
W 2000 r. odbył formację klerycką w Wyższym Seminarium Duchownym Archidiecezji Krakowskiej w Krakowie i przyjął święcenia kapłańskie w Kościele rzymskokatolickim z rąk kardynała Franciszka Macharskiego. W 2003 r. zerwał jednak z celibatem. Został ekskomunikowany przez ordynariusza archidiecezji krakowskiej. Wstąpił do Kościoła Polskokatolickiego w RP i podejmował starania o przyjęcie w poczet duchowieństwa tego wyznania. W ostatnich latach życia był zaangażowany w organizację Chrystusowego Kościoła Katolickiego Obrządku Słowiańskiego i Bractwa Kapłańskiego Świętych Cyryla i Metodego Apostołów Narodów Słowiańskich.

## Współpraca ze Służbą Bezpieczeństwa
W 1986 r. jako pracownik naukowy Uniwersytetu Jagiellońskiego i ważny działacz krakowskiego komitetu Stronnictwa Demokratycznego, Andrzej Pankowicz został zwerbowany przez SB. W 1987 r. został tajnym współpracownikiem Służby Bezpieczeństwa (nr rej. 32947). Jako TW "Samotny" był osobowym źródłem informacji dla SB na temat pobytu w Polsce i życia amerykańskiego doktoranta Richarda Ulricha.

## Odznaczenia
- Złoty Krzyż Zasługi
- Srebrny Krzyż Zasługi
- Srebrny Medal „Opiekun Miejsc Pamięci Narodowej”
- Odznaka Honorowa Polskiego Czerwonego Krzyża I stopnia
- Złoty Krzyż „Za Zasługi dla ZHP”
- Srebrny Krzyż „Za Zasługi dla ZHP”